# Mayong Kidul
Mayong Kidul is een bestuurslaag in het regentschap Japara van de provincie Midden-Java, Indonesië. Mayong Kidul telt 5092 inwoners (volkstelling 2010).